# Lamprothyrsus
Lamprothyrsus is een geslacht uit de grassenfamilie (Poaceae). De soorten van dit geslacht komen voor in tropisch Zuid-Amerika op de pampa's. De botanische naam is afgeleid uit het Grieks: 'lampros' (λαηπρος) betekent 'schitterend' en 'thyrsos' (θυρσος) betekent 'versierde wand'. Dit verwijst naar de zilverkleurige bloeiwijze van de soorten.

## Soorten
De Catalogue of New World Grasses [14 april 2010] erkent de volgende soorten:
- Lamprothyrsus hieronymi
- Lamprothyrsus peruvianus